# جنگلی صورتی
جنگلی صورتی (نام علمی: Bebearia eliensis) نام یک گونه از سرده پروانه‌های جنگلی دیدگریز است.